# Ann-Kathrin Vinken
Ann-Kathrin Vinken (* 17. Februar 2000) ist eine deutsche Fußballspielerin.

## Karriere

### 1. FC Köln
Vinken begann in der Jugendmannschaft des 1. FC Köln mit dem Fußballspielen. Von 2015 bis 2017 bestritt sie 30 Punktspiele in der Staffel West/Südwest der B-Juniorinnen-Bundesliga und erzielte sechs Tore. Am Saisonende 2016/17 wurde sie mit ihrer Mannschaft Staffelsieger.
Noch als B-Jugendspielerin gehörte sie in der Saison 2016/17 bereits dem Kader der ersten Mannschaft an, für die sie in der Gruppe Süd der seinerzeit zweigleisigen 2. Bundesliga in neun Punktspielen eingesetzt wurde. Ihr Debüt im Seniorinnenbereich gab sie im Alter von 16 Jahren am 28. August 2016 (1. Spieltag) beim 5:0-Sieg im Auswärtsspiel gegen die zweite Mannschaft des SC Sand mit Einwechslung für Hannah Scheffler in der 77. Minute. Bis zum 14. Mai 2017 (21. Spieltag) kam sie in acht weiteren Punktspielen in dieser Spielklasse zum Einsatz und hatte damit Anteil am zweiten Platz, verbunden mit dem Aufstieg in die Bundesliga. Obwohl die zweite Mannschaft der TSG 1899 Hoffenheim die Spielklasse auf Platz eins beendete, war sie nicht aufstiegsberechtigt, da die erste Mannschaft bereits in der höchsten Spielklasse vertreten war.
In dieser debütierte sie am 3. September 2017 (1. Spieltag) bei der 0:2-Niederlage im Auswärtsspiel gegen den 1. FFC Frankfurt 60 Minuten lang, bevor sie für Hannah Scheffler ausgewechselt wurde. Bis zum Saisonende am 3. Juni 2018 (22. Spieltag) bestritt sie zehn weitere Bundesligaspiele und erstmals auch zwei im DFB-Pokalwettbewerb. Platz 11 von zwölf teilnehmenden Mannschaften reichten nicht zum Klassenverbleib, sodass sie den Verein daraufhin verließ.

### Bayer 04 Leverkusen
Zur Saison 2018/19 wurde sie vom Bundesligaaufsteiger Bayer 04 Leverkusen verpflichtet.
In ihrer Premierensaison erlebte sie gleich zwei bemerkenswerte Begebenheiten. Ihr Bundesligadebüt zum Saisonstart wurde durch die 1:10-Niederlage im Heimspiel gegen den FC Bayern München erheblich getrübt, sodass sie nur die ersten 45 Minuten spielte, bevor sie für Saskia Meier in der Abwehr ausgewechselt wurde. Am 5. Dezember 2018 (11. Spieltag) wurde sie im Auswärtsspiel gegen die SGS Essen bereits nach zehn Sekunden des Spielfeldes verwiesen, nachdem Schiedsrichterin Katrin Rafalski ein Foul von Vinken an Lea Schüller als Notbremse gewertet hatte. Nach ihrem letzten und 51. Bundesligaspiel am 15. Mai 2022 (22. Spieltag) bei der 1:7-Niederlage im Auswärtsspiel gegen den VfL Wolfsburg verabschiedete sie sich vom Profifußball, um sich dem Studium an der Sporthochschule Köln widmen zu können. Vom Verein wurde sie bereits am 6. Mai 2022 (21. Spieltag) vor Anstoß der Heimbegegnung mit dem FC Bayern München verabschiedet.

### Vorwärts Spoho Köln
Das Studium an der Sporthochschule Köln verband sie mit der Fortsetzung des Fußballspielens. Zur Saison 2022/23 schloss sie sich Vorwärts Spoho Köln in der Regionalliga West an. Nachdem sie in allen 26 Saisonspielen eingesetzt worden war, gelang ihr am 5. März 2023 (15. Spieltag) beim 2:1-Sieg im Heimspiel gegen den VfR Warbeyen mit dem Treffer zum 1:1 in der 26. Minute auch ihr erstes Tor im Seniorinnenbereich. Für den Verein ist sie nicht nur als Spielerin tätig, ihr wurde die „Sportliche Leitung Mädchenfußball“ übertragen.

## Erfolge
- Aufstieg in die Bundesliga 2017 (mit dem 1. FC Köln)
- Staffelsieger West/Südwest 2017 B-Juniorinnen-Bundesliga (mit dem 1. FC Köln)